# Rugao
Rugao is een stad en een arrondissement in de prefectuur Nantong in de Chinese provincie Jiangsu. Bij de volkstelling van 2020 had de stad zelf 761.879 inwoners, het arrondissement had 1.238.448 inwoners.
Rugao ligt in de Yangtze Delta aan de noordelijke oever van de noordelijke arm van de Yangtze.